# Георги Младенов (общественик)
Вижте пояснителната страница за други личности с името Георги Младенов.
Георги Иванов Младенов е български общественик, деец на Македонската патриотична организация, близък сътрудник на Иван Михайлов.

## Биография
Роден е на 18 февруари 1931 година в Мусомища, в семейството на бежанци от Търлис, Южна Македония. Младенов и семейството му оказват съпротива и изказват публично несъгласие със започнатата от комунистическата власт в България насилствена македонизация в Пиринска Македония, за което са интернирани в Черни Вит.
На 18 април 1951 година Младенов бяга нелегално в Гърция, минава през лагера Лаврион и емигрира в Торонто, Канада, където се присъединява към брат си Пандо Младенов. Завършва фармация и работи като фармацевт. Става активист на МПО, като редовно посещава Михайлов в Рим и го осведомява за настроенията на емиграцията в Северна Америка.
След смъртта на Михайлов през 1990 г. и засилването на македонисткото влияние в МПО, торонтският клон на организацията „Любен Димитров“ остава на пробългарски позиции, заради което е изключен от организацията. Младенов издава алтернативен на официоза на МПО вестник „Македонска трибуна“. От 1994 година издава списание Македоно-български преглед „Вардар“.
Умира на 25 октомври 2020 година в Торонто.